# Miagrammopes raffrayi
Miagrammopes raffrayi är en spindelart som beskrevs av Simon 1881. Miagrammopes raffrayi ingår i släktet Miagrammopes och familjen krusnätsspindlar. Inga underarter finns listade i Catalogue of Life.